# 喀麦隆国旗
喀麥隆國旗採用於1975年5月20日 （改為單一制國家），是一面三色旗。由綠、紅、黃三直條組成，中有一黃星，星的尺寸没有明确规定，故有所不同，但一定在中央。
旗帜用色受到泛非主義的影響，喀麦隆是继埃塞俄比亚后第二个国旗采用泛非颜色的国家；中间的条带表示团结统一，红色是统一的颜色，星星则被称为“统一之星”；黄色代表太阳和北部的热带草原；绿色代表南方的森林。

## 描述
配色方案使用传统的泛非颜色(喀麦隆是第二个采用这些颜色的国家)。中心条纹被认为代表团结:红色是团结的颜色，星星被称为“团结之星”。黄色代表太阳，也代表该国北部的稀树草原，而绿色代表喀麦隆南部的森林。
最初的国旗是由1957年10月26日第46号法律制定的，是简单的三色。新宪法于1960年2月21日予以确认。

## 历史国旗
- 1957年-1961年
- 1961年-1975年
- 1975年至今

## 相似国旗
喀麦隆的国旗使用的是
在该地区的许多非洲国家都使用的泛非颜色，最显著的是塞内加尔国旗、几内亚国旗和马里国旗的国旗都有类似的设计。
- 加納共和國
- 塞内加尔共和國
- 馬里共和國
- 幾內亞共和國
- 喀麥隆共和國
- 埃塞俄比亞聯邦民主共和國

最初的旗帜由1957年10月26日的法属喀麦隆46号法规定，只有三色；1960年2月21日的喀麦隆联合共和国新宪法确认。
1961年至1975年的旗帜颜色排列相同，但中央无星，而是左上角有两颗金色星（相对旗上的黄色条带颜色更深）。这面旗采纳于英属南喀麦隆并入喀麦隆国之后。